# 柱國章
柱國章是滿洲國的勳章，低於景雲章，是滿洲國最低等級的勳章。1936年9月14日，依據大滿洲帝國勅令第142號新設此勳章。
柱國章下設八個勳位，即勳一位至勳八位。其對應於大日本帝國的瑞寶章。該勳章由日本雕刻家畑正吉設計、日本造幣局負責製作。
1936年至1940年期間一共有39604名受勳者，其中勳一位47名、勳二位97名、勳三位260名、勳四位657名、勳五位1777名、勳六位2778名、勳七位9524名、勳八位24464名，這些人大部分是大日本帝國軍人或在滿洲國的日本行政人員。柱國章頒發的總數不詳，根據日本造幣局的資料顯示，1934年至1945年期間，日本造幣局生產了大約136500枚柱國章。
1945年8月滿洲國滅亡後終止頒發。